# Ludwigia hassleriana
Ludwigia hassleriana är en dunörtsväxtart som först beskrevs av Robert Hippolyte Chodat, och fick sitt nu gällande namn av T.P. Ramamoorthy. Ludwigia hassleriana ingår i släktet ludwigior, och familjen dunörtsväxter. Inga underarter finns listade i Catalogue of Life.